# Солитрејска култура
Солитрејска култура (фр. Solutréen) је култура млађег палеолита која се датује у период од пре око 20.000 година. Назив је добила по локалитету Кро ди Шарније (фр. Crôt du Charnier) у Рош де Солитре (фр. Roche de Solutré) у источној Француској. За носиоце ове културе је карактеристично да су насељавали отворене просторе у данашњој Француској, Шпанији и Португалији. Индустрија камених алатки достиже свој врхунац. Од типичних облика јављају се танки, дугачки кремени шиљци, избацивач копља и коштана игла са ушицом.
Јавља се и поступак обраде камених алатки загревањем.